# Contea non metropolitana dell'Inghilterra

Le contee non metropolitane inglesi mostrate in rosso

La contea non metropolitana o contea non-metropolitana (non-metropolitan county o shire county) è un tipo di suddivisione amministrativa dell'Inghilterra stabilita nel 1974 contemporaneamente all'istituzione dello statuto della contea metropolitana riservata a sei grandi metropoli, mentre la Grande Londra ha beneficiato di un regime speciale. Il numero di contee non metropolitane è diminuito a seguito della successiva creazione di autorità unitarie.
La contea non metropolitana è a volte indicata come shire county, ma questo termine è fonte di confusione perché si riferisce propriamente a una contea il cui nome termina con shire, il che non è il caso di tutte queste tipo di contee.

## Statuto della contea non metropolitana

### Creazione e amministrazione
Lo status delle contee non metropolitane è stato definito dal Local Government Act 1972, entrato in vigore il 1º aprile 1974. Questo tipo di contea è divisa in diversi distretti. Le diverse competenze dell'amministrazione locale sono suddivise tra contea e distretti. La contea non metropolitana è gestita da un consiglio di contea (county council), un organo che non esiste nella contea metropolitana.

### Evoluzione dello statuto
Il Local Government Act 1992 istituisce l'autorità unitaria, un tipo di suddivisione amministrativa dell'Inghilterra che riunisce le prerogative del distretto e della contea, ha causato una prima ondata di creazione di autorità unitarie nel 1995-1998, seguita da una seconda ondata nel 2009, che ha avuto l'effetto di ridurre il numero di contee non metropolitane a due livelli di governo. Le contee così private dei loro distretti diventano allora semplici contee cerimoniali.

## Competenze
Le aree più importanti per l'autogoverno a livello di contea non metropolitana includono:
- formazione scolastica
- pianificazione territoriale strategica
- organizzazione e pianificazione dei trasporti
- trasporto passeggeri
- manutenzione stradale
- antincendio
- assistenza sociale
- biblioteche
- gestione dei rifiuti

## Lista di contee non metropolitane
- Berkshire (6 distretti unitari)[2]
- Buckinghamshire (5 distretti di cui 1 unitario)
- Cambridgeshire (6 distretti di cui 1 unitario)
- Cumbria (6 distretti)
- Derbyshire (9 distretti di cui 1 unitario)
- Devon (10 distretti di cui 2 unitari)
- Dorset (8 distretti di cui 2 unitari)
- Essex (14 distretti di cui 2 unitari)
- Gloucestershire (7 distretti di cui 1 unitario)
- Hampshire (13 distretti di cui 2 unitari)
- Hertfordshire (10 distretti)
- Kent (13 distretti di cui 1 unitario)
- Lancashire (14 distretti di cui 2 unitari)
- Leicestershire (8 distretti di cui 1 unitario)
- Lincolnshire (9 distretti di cui 2 unitari)
- Norfolk (7 distretti)
- Northamptonshire (7 distretti)
- Nottinghamshire (14 distretti di cui 2 unitari)
- Oxfordshire (5 distretti)
- Somerset (7 distretti di cui 2 unitari)
- Staffordshire (9 distretti di cui 1 unitario)
- Suffolk (7 distretti)
- Surrey (11 distretti)
- East Sussex (6 distretti di cui 1 unitario)
- West Sussex (7 distretti)
- Warwickshire (5 distretti)
- Worcestershire (6 distretti)
- North Yorkshire (11 distretti di cui 4 unitari)